# برایتون پارک (چیکاگو)
برایتون پارک (به انگلیسی: Brighton Park) یک منطقهٔ مسکونی در ایالات متحده آمریکا است که در شهرستان کوک (ایلینوی) واقع شده‌است. برایتون پارک ۷٫۰۴ کیلومتر مربع مساحت و ۴۴٬۲۰۲ نفر جمعیت دارد.